# Mignon (histoire)
Cet article concerne l’acception historique du mot mignon. Pour les autres sens du mot, voir mignon (homonymie).

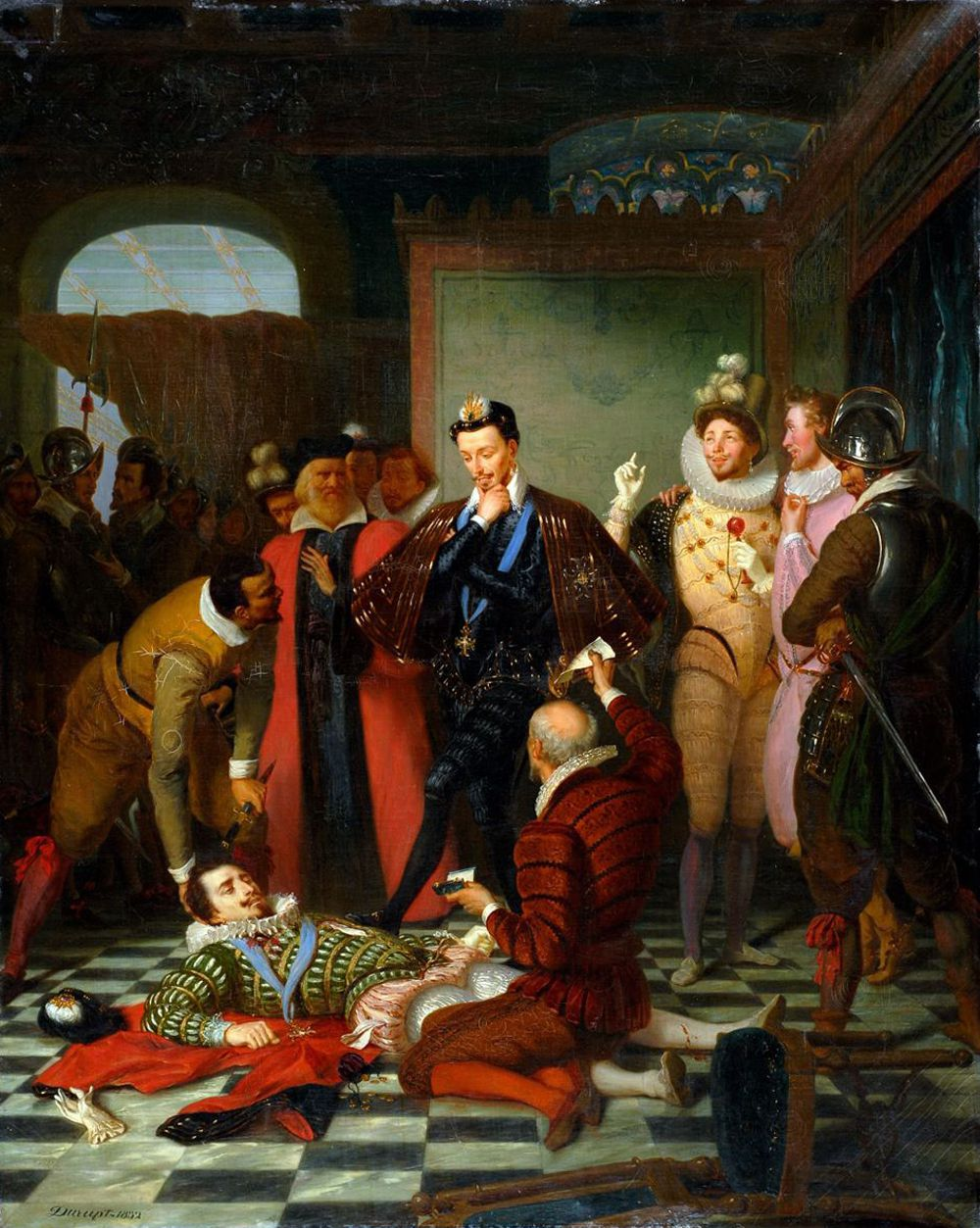
Henri III poussant du pied le cadavre du duc de Guise, peinture romantique de Charles Durupt, musée des beaux-arts de Blois (1832).
À droite de la composition, l'artiste dépeint deux mignons portant des pourpoints de couleur jaune et rose. Leur attitude maniérée ainsi que le bilboquet arboré par l'un d'entre eux soulignent le caractère frivole de ces courtisans, conformément aux représentations héritées des propagandes huguenote et ligueuse.

Mignon est le nom ou la qualité donné, en France, à partir du XVe siècle, à un serviteur de confiance du prince.
Par la suite, aux XVIe et XVIIe siècles, l'appellation de mignon s'étend au favori d'un seigneur ou d'un souverain.
Durant le règne de Henri III à la fin du XVIe siècle, le terme prend une connotation péjorative dans le cadre des guerres de Religion. Tour à tour, les polémistes huguenots et ligueurs dénoncent les favoris et les proches serviteurs du souverain en leur prêtant des mœurs frivoles et « efféminées », voire des pratiques homosexuelles.
Les mignons ne doivent pas être confondus avec les menins, jeunes gentilshommes donnés comme compagnons au Dauphin pendant sa minorité.

## Histoire du mot
L'historien médiéviste Philippe Contamine observe que le terme mignon, « en tant que substantif s'appliquant à une personne donnée », apparaît dès le début du XVe siècle. Le mot passe en Angleterre à la fin du XVe siècle sous la forme minion (fidèle, subalterne). Au XVIe siècle, les jésuites sont qualifiés de « mignons de Jésus-Christ »,.

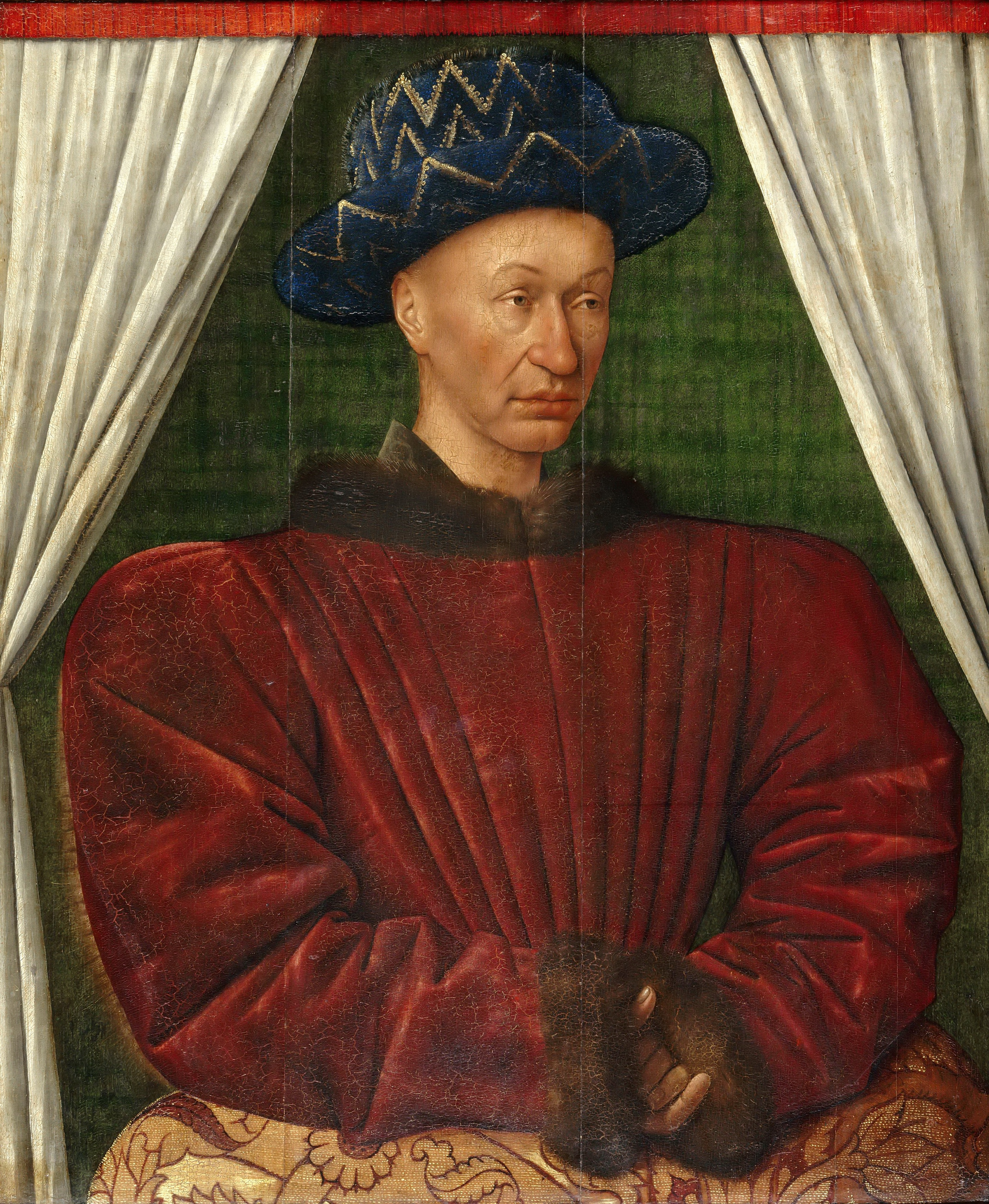
Portrait de Charles VII, par Jean Fouquet, vers 1445 ou 1450, musée du Louvre.

L'usage est attesté dans ce sens-là, et non dans son attribut péjoratif qu'il avait dès le Moyen Âge, à partir de 1446, à propos des favoris du roi Charles VII : après la révolte nobiliaire dite de la Praguerie, le monarque écarte les vieux nobles hostiles de la Cour et donne des charges à de jeunes nouveaux conseillers. Sans occuper nécessairement encore la position de « favoris », plusieurs personnages désignés comme « mignons » durant le XVe siècle partagent l'intimité domestique de souverains français aux tempéraments aussi divers que Charles VII, Louis XI et Charles VIII.
Être le mignon est un honneur, un signe de l’amitié profonde que porte le souverain à un personnage de confiance. Il le distingue des autres en lui octroyant le privilège de s’habiller comme lui. À une époque où les querelles de préséance sont légion et où le code vestimentaire obéit à des règles strictes pour désigner le rang social et les privilèges qui l’accompagnent, on est à même de mesurer toute la portée de cet honneur. Le mignon a également le privilège de dormir dans la même chambre et souvent dans le même lit que le souverain. Ce dernier honneur n’a habituellement rien à voir avec les rapports antiques de l'amitié grecque (homosexuelle). « La franchise avec laquelle on en parle, dans un temps qui stigmatisait le crimen nefandum (crime indicible, euphémisme pour « sodomie »), doit éteindre tout soupçon ». Les contemporains en font l’analogue de l’amour courtois.
On peut mentionner quelques exemples de ce genre de rapports d’amitié d’inséparables : celui existant entre Jacques Ier d'Angleterre et Robert Carr ou George Villiers, entre Guillaume d'Orange et Charles Quint lors de l'abdication de ce dernier, entre le jeune Gaston de Foix[Lequel ?] et son frère bâtard, entre Louis d'Orléans et Pierre de Craon, entre Louis XI et Commynes, entre le jeune duc de Clèves et Jacques de Lalaing. Le cardinal de Richelieu est également surnommé le « mignon de Louis XIII ».
Cette institution se maintiendra jusqu'au XVIIe siècle. Elle est reconnue pour les princesses qui peuvent également avoir une mignonne à laquelle s’attachent les mêmes privilèges.

## Les «mignons de couchette»

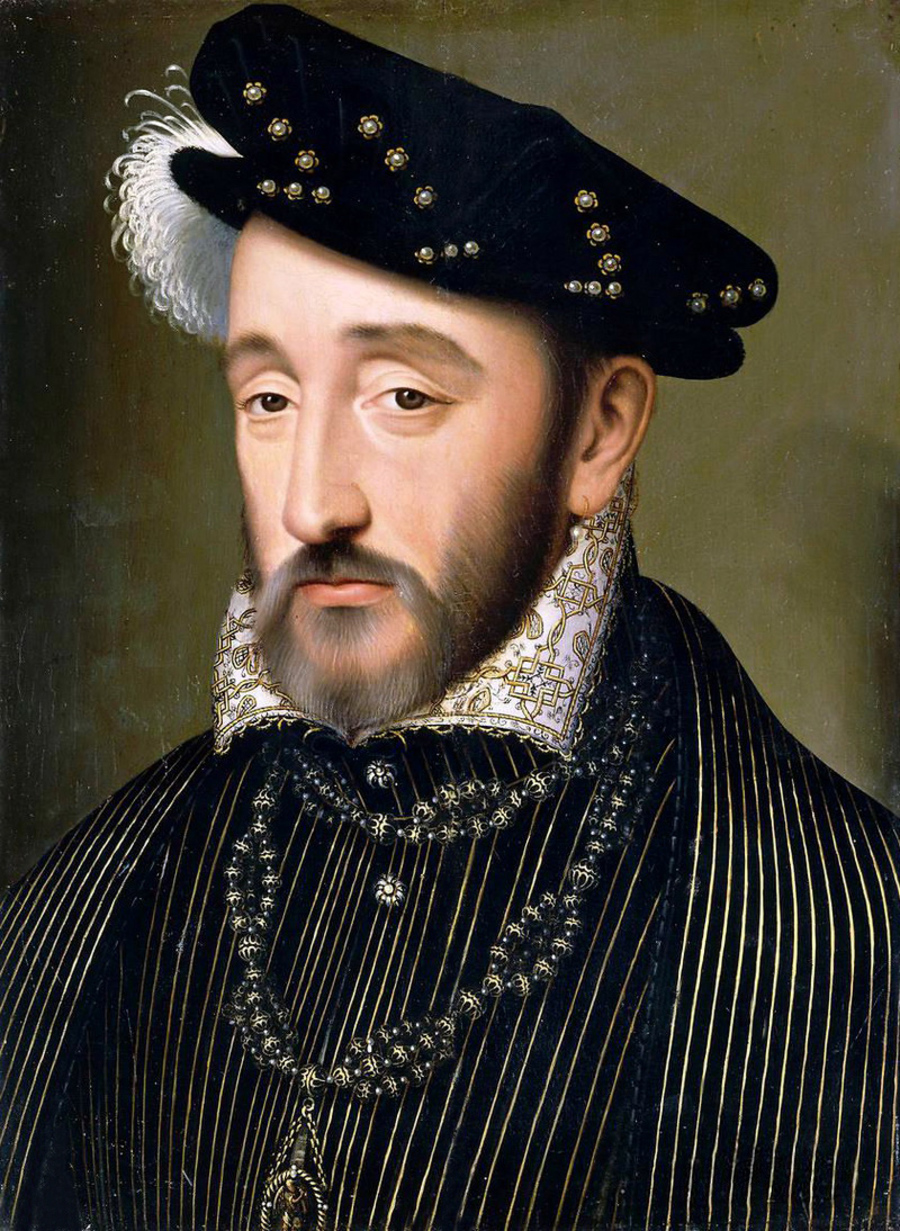
Le roi Henri II.

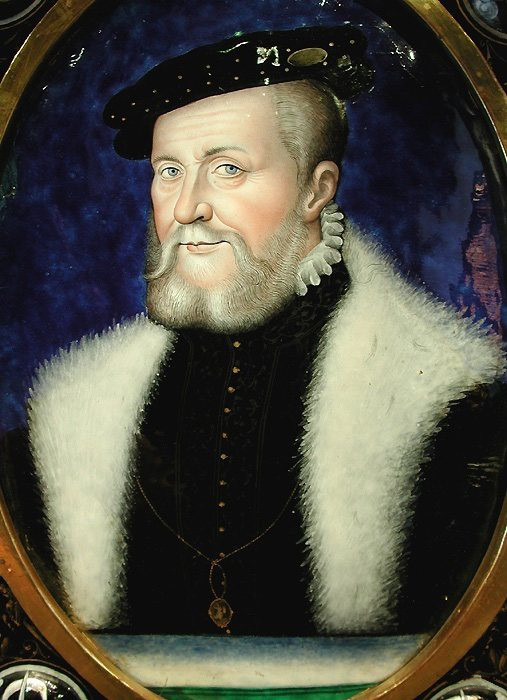
Le connétable Anne de Montmorency, que Henri II surnommait son « compère ».

Quand un favori est bien en vue, il a l’insigne honneur de dormir dans la chambre royale. C’est une façon pour le roi de récompenser ses serviteurs les plus fidèles. À la Renaissance, la chambre royale est considérée comme sacrée et pouvoir y dormir en présence même du souverain — considéré comme le lieutenant de Dieu sur terre — est l’ultime consécration d’un courtisan. Homme de lettres et lui-même courtisan, le gentilhomme Pierre de Bourdeille, dit Brantôme, dénomme « mignons de couchette » les favoris ainsi honorés par le roi Charles VIII à la fin du XVe siècle.
Au siècle suivant, le roi Henri II devient un grand adepte de cette démonstration de faveur. Il en use beaucoup avec Anne de Montmorency qui, par de nombreuses fois, a le suprême privilège de dormir avec lui dans son lit. Ce genre de comportement choque les ambassadeurs étrangers, mais ceux-ci se font finalement à cette idée car la cour de France est réputée pour sa très grande familiarité.
Sous l’impulsion rigoriste d'Henri III, les mœurs de la cour de France évoluent. On n’entre plus dans la chambre royale comme auparavant. La chambre royale devient encore plus sacrée et les personnes qui peuvent y pénétrer font l’objet des plus vives jalousies, d’où le durcissement des quolibets à l’égard des « mignons de couchette. » L'expression se teinte désormais de mépris, à en croire Brantôme.

## Les mignons d'HenriIII

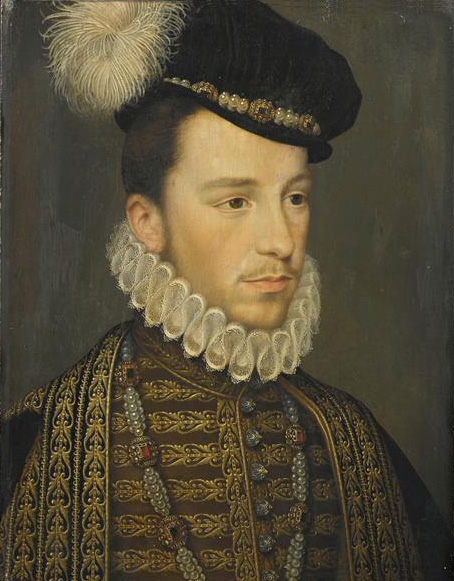
Henri, duc d'Anjou (1570).
Outre son élégance et son goût pour la mode, le jeune prince s'illustre en 1569 sur les champs de bataille contre les huguenots et devient ainsi un modèle pour les mignons.

Sous le règne d'Henri III, les gentilshommes qui fréquentent la cour de France s’habillent avec un raffinement qui choque les bourgeois. Sur le modèle du roi, les courtisans se fardent, se poudrent et se frisent les cheveux. Ils portent des boucles d’oreille, de la dentelle et de grandes fraises empesées.
Ces courtisans font l’objet de railleries. C’est qu’à l’époque, on tolère encore mal, dans une cour qui a toujours promu la virilité brute et considéré le raffinement comme une faiblesse, le penchant d'Henri III et de son entourage pour la culture de la fête et le goût pour l’apparence (ce qui ne les empêche nullement d'être de rudes chefs de guerre et de se couvrir de gloire sur les champs de bataille).

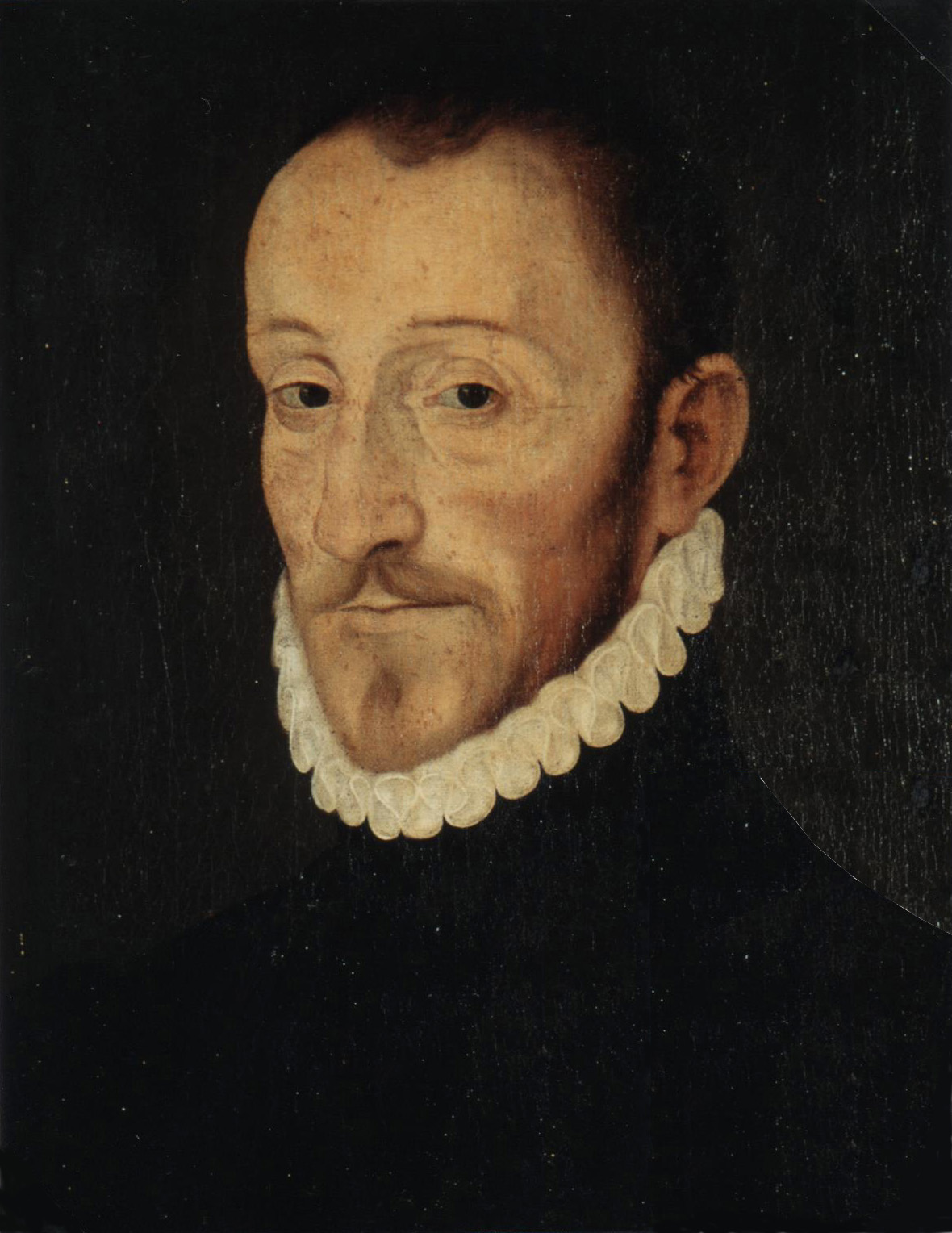
Dans son œuvre écrite, Brantôme défend la réputation des mignons.

Dans ses Discours sur les colonels de l'infanterie de France, Brantôme rapporte ainsi que des gens de guerre affichent leur morgue envers certains courtisans, qu'ils qualifient de « petitz mignons molz, efféminez » : « Ah ! disoient-ilz, ce sont des mignons de court, des mignons de couchette, des pimpans, des douilletz, des frizez, des fardez, des beaux visages. Que sçauroient-ils faire ? ce n'est pas leur mestier que d'aller à la guerre : ilz sont trop délicatz, ilz craignent trop les coups. »,
Or Brantôme désavoue vertement ces propos, qu'il assimile à des médisances. Lui-même ancien soldat, le gentilhomme chroniqueur soutient que plusieurs mignons, « honnestes et vaillans jeunes hommes » comme Bussy, Maugiron, Caylus ou Entraguet ont démontré leur valeur « à ces vieux capitaines qui causoient tant. » Brantôme ajoute que les courtisans précités, protagonistes de « tant de beaux combatz et duelz qui se sont faictz despuis vingt ans en nos courtz », ont été « les premiers aux assautz, aux battailles et aux escarmouches. »,
Les favoris d'Henri III n'en sont pas moins au centre des moqueries. Le roi promeut à la cour des hommes de petite noblesse, à qui il confie d’importantes responsabilités. Il entend s’appuyer sur des hommes neufs pour gouverner. Sa cour voit donc apparaître un cercle restreint de favoris qui connaissent, grâce à leur protecteur, une fortune fulgurante. Ce système vole en éclats lors du duel des Mignons en avril 1578.

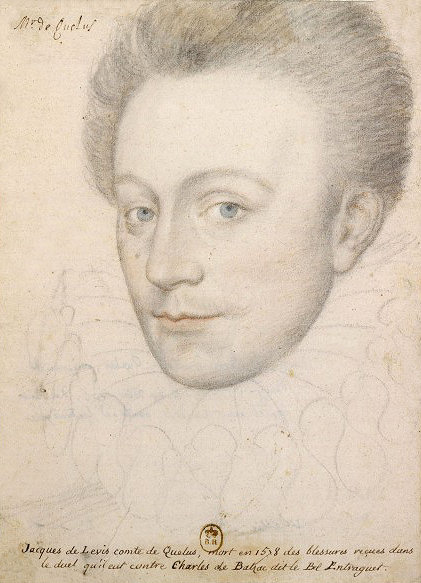
Caylus.
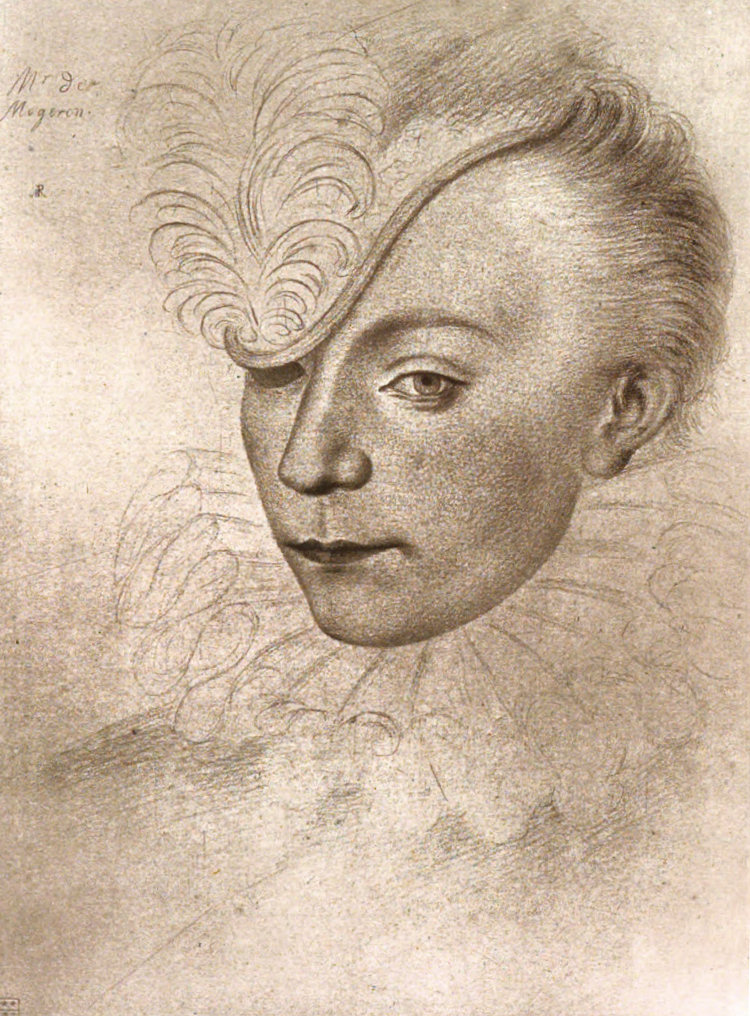
Maugiron.
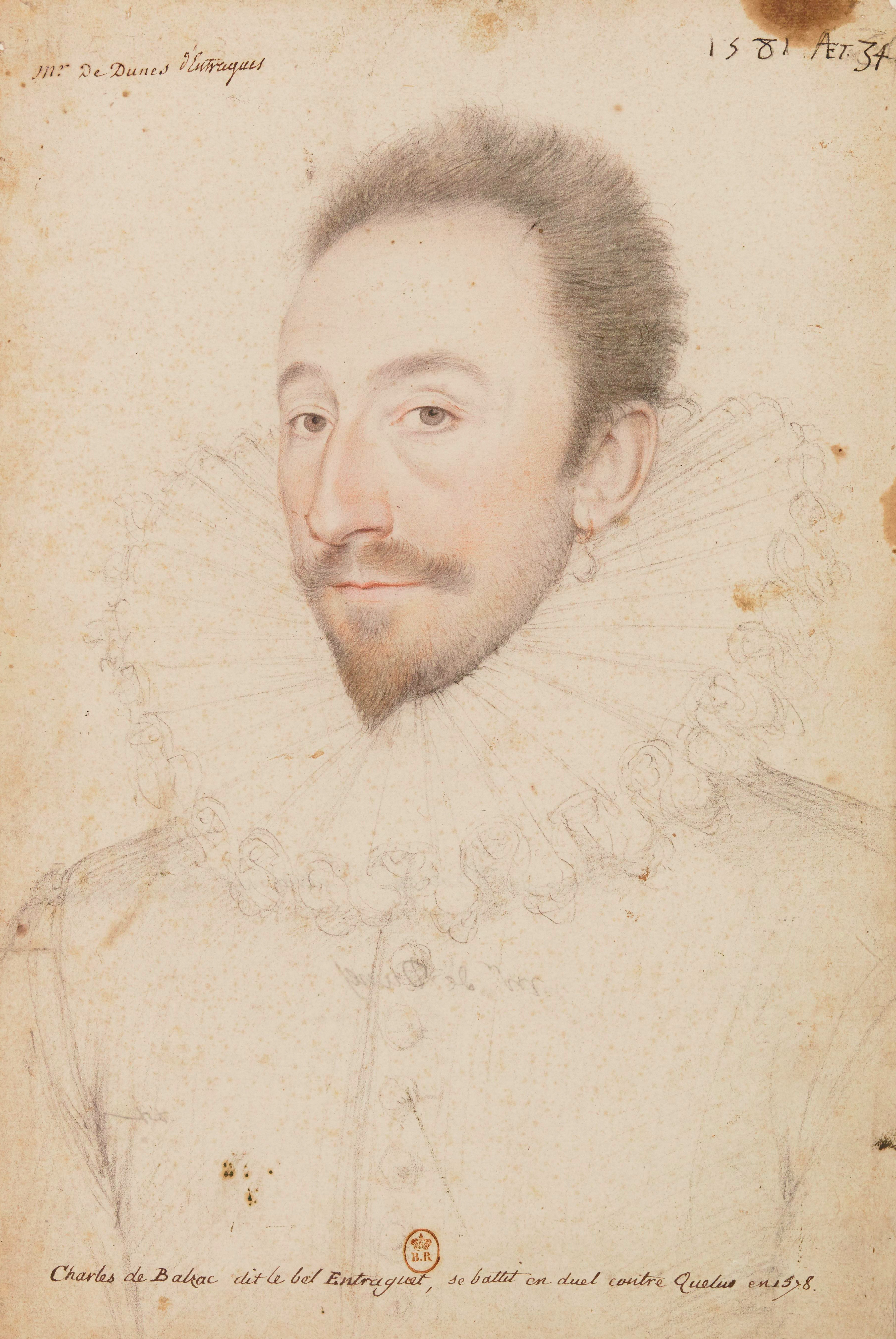
Entraguet.
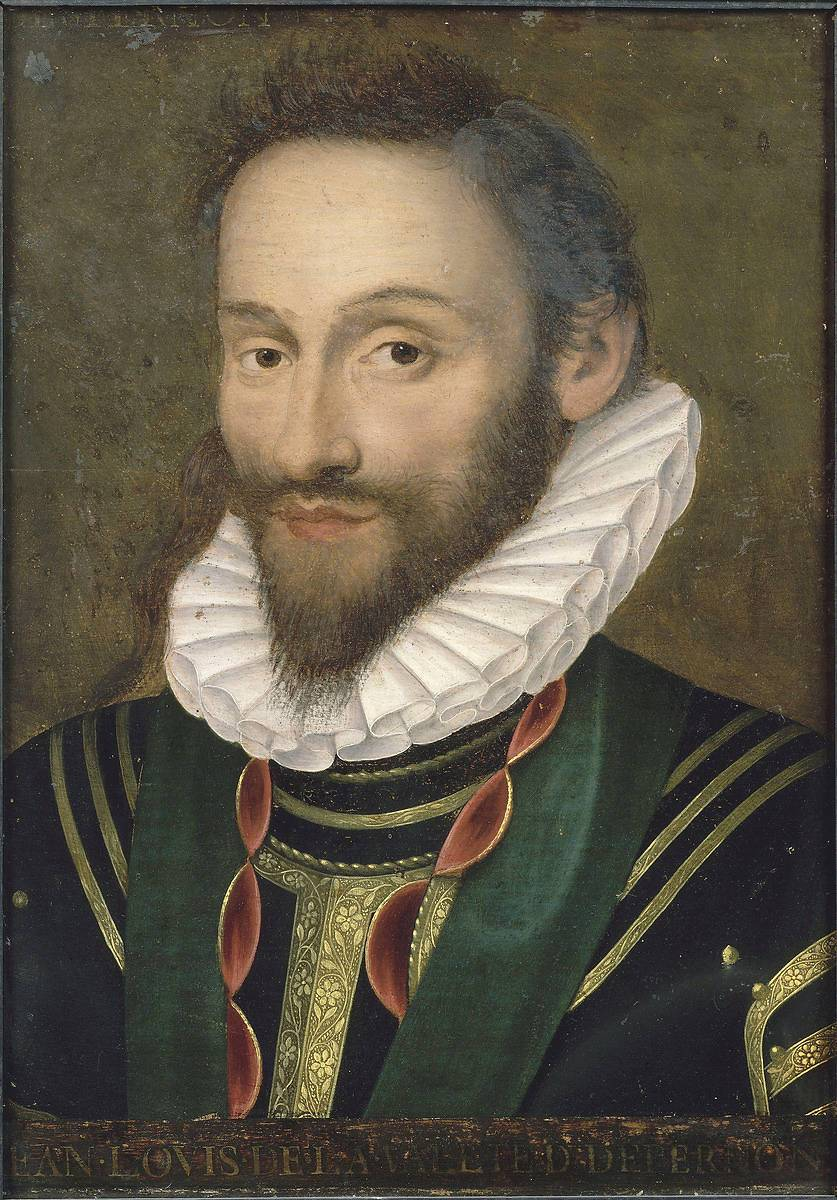
Épernon.
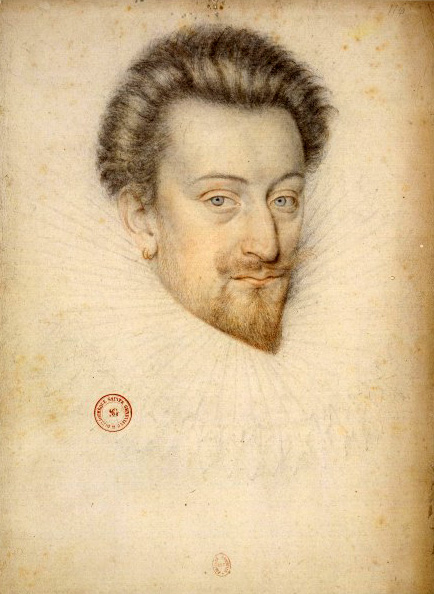
Joyeuse.

Les premiers à associer le mot « mignon » à l’homosexualité sont les calvinistes. Hostiles à toute frivolité, les prédicateurs protestants condamnent fermement les phénomènes de mode et interdisent la pratique de la danse, usuelle chez les catholiques. Devant l’engouement pour les futilités de la cour des Valois, ils s’emploient à dénoncer l’attitude, qu'ils jugent efféminée, des courtisans. 
L’image des mignons véhiculée par les protestants est vite reprise par la Ligue catholique qui mène, à partir de 1585, une vaste campagne de désinformation contre Henri III et sa cour. La propagande ligueuse se poursuit après l’assassinat du roi en 1589 et lui survit dans l'historiographie aux XVIIe et XXe siècles.

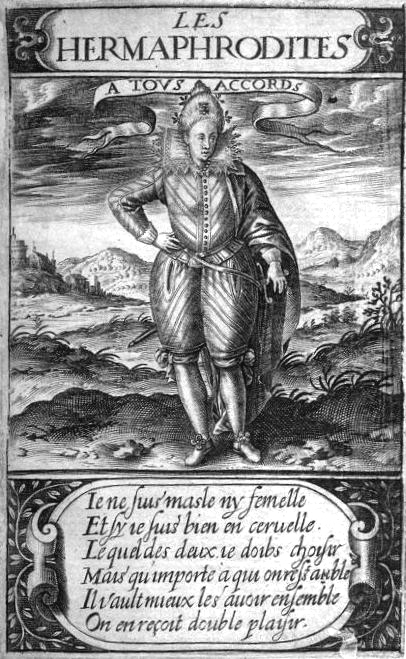
Caricature d’un mignon dénonçant son caractère efféminé.
Gravure parue en 1605 dans L’Isle des Hermaphrodites de Thomas Artus.

Parmi les plus célèbres favoris d'Henri III figurent les noms de :
- Louis de Béranger du Guast ;
- Guy d’Arces, baron de Livarot ;
- René de Villequier, baron de Clairvaux ;
- Paul de Stuer de Caussade, comte de Saint-Mégrin ;
- François d'O ;
- Henri de Saint-Sulpice ;
- Jacques de Caylus ;
- Louis de Maugiron ;
- François d’Espinay de Saint-Luc ;
- Georges de Schomberg (frère de Gaspard de Schomberg) ;
- François de Ribérac ;
- Charles de Balsac ou Balzac, baron d’Entragues, dit Entraguet ;

auxquels il faut ajouter les deux plus proches collaborateurs d'Henri III, les « archimignons », gentilshommes de la chambre du roi :
- Anne de Joyeuse, baron d’Arques, fait duc de Joyeuse[14];
- Jean-Louis de Nogaret de La Valette, surnommé « le demi roi », fait duc d’Épernon.

## Sources primaires
- Thomas Artus (attribué à) (édition, introduction et notes par Claude-Gibert Dubois), L'isle des Hermaphrodites, Genève, Droz, coll. « Textes littéraires français » (no 467), 1996, 204 p. (ISBN 2-600-00132-8, présentation en ligne).
- Pierre de Bourdeille (dit Brantôme), Œuvres complètes de Pierre de Bourdeille seigneur de Brantôme : publiés d'après les manuscrits avec variantes et fragments inédits pour la Société de l'histoire de France par Ludovic Lalanne, t. 6 : Couronnels françois / Discours sur les duels, Paris, Mme veuve Jules Renouard, 1873, 528 p. (lire en ligne).
- Pierre de Bourdeille (dit Brantôme) (édition critique avec introduction, notes, glossaire, chronologie et index... établie par Étienne Vaucheret), Discours sur les colonels de l'infanterie de France, Paris / Montréal, Librairie philosophique J. Vrin / Éditions Cosmos, coll. « De Pétrarque à Descartes » (no 26), 1973, 421 p. (présentation en ligne).